# Nocturne, Op. 15 (Chopin)

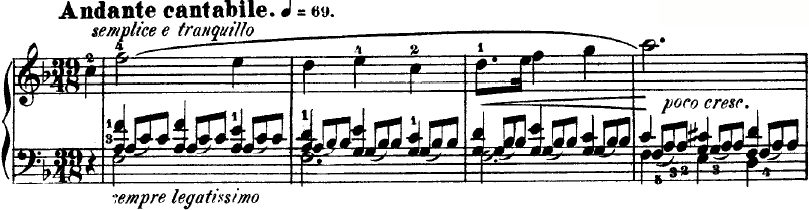
Barele de deschidere ale nocturnei Nr. 4 în F major.

Nocturne, op. 15 este un set de trei nocturne scrise de Frédéric Chopin între 1830 și 1833. Lucrarea a fost publicată în ianuarie 1834 și a fost dedicată lui Ferdinand Hiller . 

## Nocturna în F major, Op. 15 Nr. 1

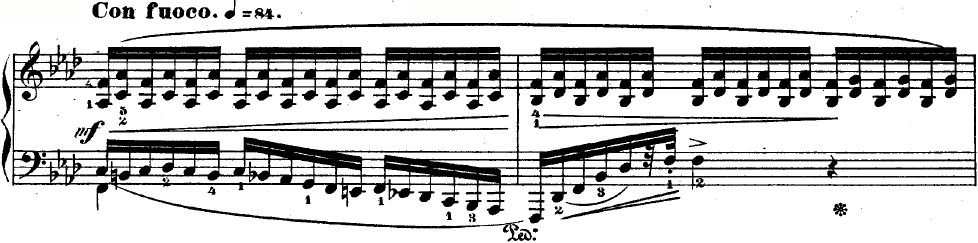
A doua tema a nocturnei Nr. 4 în F minor.

A patra nocturnă a lui Chopin a fost compusă în 1832 în formă ternară simplă (ABA). Prima secțiune în F major este marcată cu Andante cantabile, iar cea de-a doua secțiune în F minor este rapidă și dramatică ( Con fuoco ).

## Nocturna în F-sharp major, Op. 15 Nr. 2

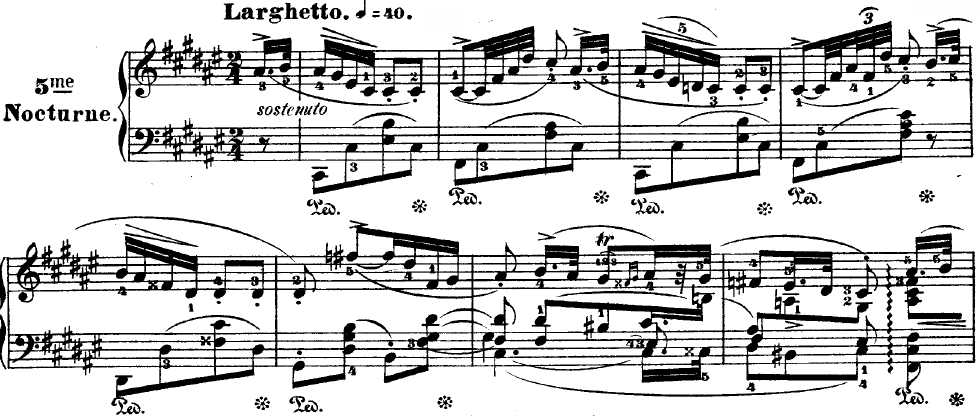
Barele de deschidere ale nocturnei Nr. 5 în F-sharp major.

Compusă în 1832, este o piesă dificilă din punct de vedere tehnic în forma ABA, în 2/4. Prima secțiune, Larghetto (mm.40), prezintă o melodie complicată, elaborată ornamentală, pe un bas de basm. Cea de-a doua secțiune, numită doppio movimento (dublă viteză), seamănă cu o melodie scherzo cu melodie punctată de quaver-semi quaver, semiquavere cu o voce inferioară în mâna dreaptă și salturi mari în bas. Secțiunea finală este o versiune prescurtată a primei (14 bare, mai degrabă decât 24) cu cadențe caracteristice și elaborate, terminând cu un arpegiu pe F ♯ major, care a căzut la început, apoi a "murit".

## Nocturna în G minor, Op. 15 Nr. 3

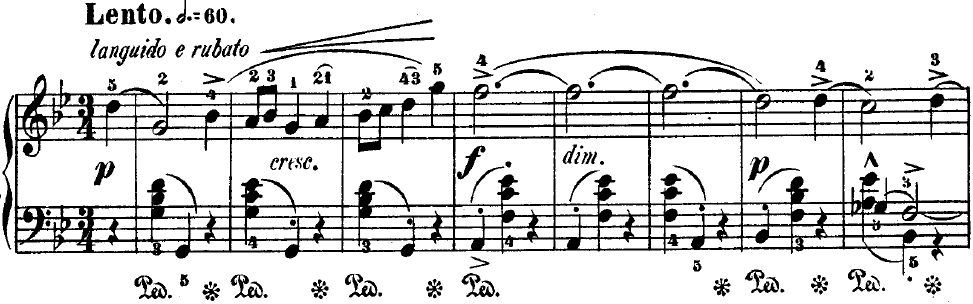
Barele de deschidere ale nocturnei Nr. 6 în G minor.

Cea de-a șasea nocturnă a lui Chopin începe cu un lento tempo lent și este scris în 3/4. Partea dreaptă este compusă din modele simple, opt și trimestru, urmate de o creștere și cădere cromatică . Partea stângă păstrează modele de caractere trimestriale pentru a susține mâna dreaptă, cu semne de pedalare la fiecare șase note. Partea finală a piesei este marcată de religioso și folosește coarde legato în partea dreaptă. Piesa are de asemenea contraste dinamice extreme, variind de la fortissimo la pianissimo .
Piesa se îndepărtează de forma obișnuită ternară. Secțiunea finală nu numai că nu are legătură cu cea inițială, ci cu o cheie diferită (F major). Ultimele patru bare se întorc la G minor, deși coarda finală este majoră (a treia Picardie ), așa cum se întâmplă de obicei într-o nocturnă de-a lui Chopin.
Chopin a numit inițial această nocturnă "La cimitir", când a compus-o de la o zi după ce a participat la o interpretare a lui Hamlet , dar a șters inscripția când a fost tipărită piesa, spunând: "Lăsați-i să se descurce singuri". 